# Vanhornia eucnemidarum
Vanhornia eucnemidarum är en stekelart som beskrevs av Crawford. Vanhornia eucnemidarum ingår i släktet Vanhornia och familjen Vanhorniidae. Inga underarter finns listade i Catalogue of Life.